# Julius Klengel
Julius Klengel, né le 24 septembre 1859 et mort le 27 octobre 1933, est un violoncelliste allemand qui est surtout connu pour les études et les solos qu'il a composés pour son instrument. Il était le frère du chef d'orchestre Paul Klengel (en). Membre de l'Orchestre du Gewandhaus de Leipzig à 15 ans, il fit de nombreuses tournées en Europe à titre de violoncelliste et de soliste du quatuor du Gewandhaus. Il eut notamment pour élèves Emanuel Feuermann, Raya Garbousova, Gregor Piatigorsky et Alexandre Barjansky.

## Biographie
Né à Leipzig, fils d'un avocat qui était un bon musicien amateur et un ami de Mendelssohn, Klengel étudie avec Emil Hegar dans sa jeunesse. À l'âge de 15 ans, il devient membre de l'Orchestre du Gewandhaus de Leipzig, où Hegar est premier violoncelle, et commence à faire des tournées en Europe et en Russie. Il joue alors souvent en solo.
Klengel devient premier violoncelle de l'orchestre en 1881 à l'âge de 22 ans et le demeure durant plus de quarante ans. Pendant cette période, Klengel est aussi professeur au conservatoire de Leipzig et commence à composer. Il finit par composer des centaines de morceaux pour le violoncelle, dont quatre concertos pour violoncelle, deux doubles concertos pour violoncelles, des quatuors, une sonate pour violoncelle et nombre de caprices, d'études et d'autres morceaux techniques. Pour célébrer le jubilé de cinquante ans de service de Klengel en 1924, Wilhelm Furtwängler dirige un concert où ce musicien joue la partie du violoncelle dans le double concerto qu'il a composé pour l'occasion. Dans l'œuvre de Klengel, les deux volumes d'études techniques pour violoncelle demeurent au répertoire ; trois concertos pour violoncelle ont été enregistrés en 2001 par Christoph Richter et l'Orchestre philharmonique de la NDR sous la direction de Bjarte Engeset (en).
Klengel a eu pour élèves Guilhermina Suggia, Raya Garbousova, Paul Grümmer, William Pleeth (en), Hideo Saito et Gregor Piatigorsky. Il est mort en octobre 1933 dans sa ville natale.

## Œuvre
- Capriccio, op. 3
- Concerto pour violoncelle no 1 en la mineur, op. 4
- Deux pièces pour quatre violoncelles, op. 5
  - Sérénade
  - Humoresque
- Scherzo pour violoncelle et piano, op. 6
- Concertino no 1 en do majeur, op. 7
- Pièce de concert en ré mineur pour violoncelle et piano, op. 10
- Mazurka no 3 pour violoncelle et piano, op. 14
- Variations pour quatre violoncelles, op. 15
- Suite en ré mineur pour deux violoncelles, op. 22
- Sérénade en fa majeur, op. 24
- Caprice pour violoncelle et piano, op. 27
- Thème avec variations pour quatre violoncelles, op. 28
- Impromptu pour quatre violoncelles, op. 30
- Concerto no 2 pour violoncelle, op. 20
- Concerto no 3 pour violoncelle, op. 31
- Concerto no 4 pour violoncelle, op. 37
- Quatre pièces pour quatre violoncelles, op. 33
  - Romance sans parole
  - Gavotte
  - Berceuse
  - Marche
- Trio avec piano no 2, op. 35
  - Kindertrio no 1 en do majeur
  - Kindertrio no 2 en sol majeur
- Concerto no 4 pour violoncelle en si mineur, op. 37
- Trio avec piano no 1, op. 39
  - Kindertrio no 1 en fa majeur
  - Kindertrio no 2 en ré majeur
- Suite no 2 en la mineur pour violoncelle et piano, op. 4
- Concertino no 2 en sol majeur pour violoncelle et piano, op. 41
- Caprice en forme de chaconne (d'après un thème de Schumann) pour violoncelle solo, op. 43
- Double concerto en mi mineur pour deux violoncelles, Op. 45
- Concertino no 3 en la mineur pour violoncelle et piano, op. 46
- Six Sonatines pour violoncelle et piano, op. 47
- Six Sonatines pour violoncelle et piano, op. 48
- Andante Sostenuto pour violoncelle et orchestre, op. 51
- Suite pour violoncelle et orgue, op. 54
- Suite pour violoncelle en ré mineur, op. 56
- Hymne pour douze violoncelles, op. 57
- Petite suite pour trois violoncelles, op. 59
- Concerto pour violon, violoncelle et orchestre, op. 61
- Trois pièces pour deux violoncelles et piano (orgue), op. 62

### Sans numéro d'opus
- Tagliche Ubungen (exercices quotidiens), vol. I
- Tagliche Ubungen, vol. II
- Tagliche Ubungen, vol. III